# Église Saint-Christophe de Saint-Christaud
L'église Saint-Christophe de Saint-Christaud est une église catholique située à Saint-Christaud, en France.

## Localisation
L'église est située dans le département français du Gers, sur la commune de Saint-Christaud.

## Historique
L'édifice est classé au titre des monuments historiques en 1942.

## Description
Église de style roman du XIIIe siècle construite en briques toulousaine.

### Mobilier
Deux objets (statue et banc seigneurial) sont référencés dans la base Palissy (voir les notices liées).